# Hesperophasma pavisae
Hesperophasma pavisae är en insektsart som beskrevs av Langlois och Michel G. Lelong 1998. Hesperophasma pavisae ingår i släktet Hesperophasma och familjen Pseudophasmatidae. Inga underarter finns listade i Catalogue of Life.